# Campeonato Panamericano Juvenil de Hockey sobre césped masculino de 2010
El I Campeonato Panamericano Juvenil de Hockey sobre césped Masculino de 2010 se celebró en Hermosillo (México) entre el 7 al 12 de febrero de 2010. 
El evento otorgó dos plazas a los Juegos Olímpicos de la Juventud de 2010. Estas plazas fueron obtenidas por Argentina, el campeón tras ganar en la final por 2-1, y a Estados Unidos en condición de subcampeón. Chile se quedó con la medalla de bronce derrotando a Canadá 5-1 en el partido del tercer puesto.

## Países participantes
- Argentina
- Canadá
- Chile
- México
- Estados Unidos

## Primera fase

### Grupo Único
| Equipo         | J | G | E | P | GF | GC | DG  | PTS |
| -------------- | - | - | - | - | -- | -- | --- | --- |
| Argentina      | 4 | 4 | 0 | 0 | 15 | 2  | +13 | 12  |
| Estados Unidos | 4 | 3 | 0 | 1 | 8  | 6  | +2  | 9   |
| Canadá         | 4 | 2 | 0 | 2 | 6  | 7  | -1  | 6   |
| Chile          | 4 | 0 | 1 | 3 | 6  | 12 | -6  | 1   |
| México         | 4 | 0 | 1 | 2 | 5  | 13 | -8  | 1   |

|  | Clasificado a la final y a Los Juegos Olímpicos de la Juventud 2010. |
|  | Jugarán el partido por el tercer puesto                              |

#### Resultados
| Fecha | Hora¹ | Partido        | Partido | Partido        | Resultado |
| ----- | ----- | -------------- | ------- | -------------- | --------- |
| 07.02 | 12:00 | Estados Unidos | -       | Chile          | 3-1       |
| 07.02 | 15:00 | Canadá         | -       | México         | 1-0       |
| 08.02 | 14:00 | Argentina      | -       | México         | 6-0       |
| 08.02 | 16:30 | Canadá         | -       | Chile          | 3-1       |
| 09.02 | 14:00 | Chile          | -       | México         | 4-4       |
| 09.02 | 16:30 | Estados Unidos | -       | Argentina      | 1-3       |
| 11.02 | 10:00 | Canadá         | -       | Argentina      | 1-4       |
| 11.02 | 12:30 | México         | -       | Estados Unidos | 1-2       |
| 12.02 | 10:00 | Argentina      | -       | Chile          | 2-0       |
| 12.02 | 12:30 | Estados Unidos | -       | Canadá         | 2-1       |

## Segunda fase

### Tercer Puesto
| Fecha | Hora¹ | Partido | Partido | Partido | Resultado |
| ----- | ----- | ------- | ------- | ------- | --------- |
| 13.02 | 11:00 | Canadá  | -       | Chile   | 1-5       |

### Final
| Fecha | Hora¹ | Partido   | Partido | Partido        | Resultado |
| ----- | ----- | --------- | ------- | -------------- | --------- |
| 13.02 | 11:00 | Argentina | -       | Estados Unidos | 2-1       |

| Campeón del Campeonato Panamericano Juvenil 2010 |
| ------------------------------------------------ |
| Argentina Primer Título                          |

### Clasificación general
1. Argentina
2. Estados Unidos
3. Chile
4. Canadá
5. México

## Clasificados a los Juegos Olímpicos de la Juventud 2010
| Bandera de Argentina | Bandera de Estados Unidos |
| Argentina            | Estados Unidos            |
| -------------------- | ------------------------- |